# Trygve Brodahl
Trygve Brodahl, född den 28 augusti 1905, död den 11 april 1996, var en norsk längdåkare som tävlade under 1930-talet. 
Brodahl deltog i två världsmästerskap och placerade sig på medaljplats båda gångerna. Vid VM 1930 i Oslo slutade Brodahl på andra plats på 18 kilometer. Vid VM 1935 i tjeckiska Vysoké Tatry blev han trea på 50 kilometer. 
1939 fick Brodahl Holmenkollenmedaljen.